# Ron Kühler
Ron Kühler (* in Brilon) ist ein deutscher Journalist und Radiomoderator.

## Leben
Ron Kühler studierte an der RWTH Aachen Kommunikationswissenschaften, politische Wissenschaft und Volkswirtschaftslehre. Während seines Studiums wurde er Redakteur und Moderator beim Hochschulradio Aachen. In dieser Zeit lernte er den späteren N-Joy-Moderator Philipp von Kageneck kennen, mit dem er die Satiresendung beat-ritze produzierte und moderierte.
Von 2011 bis Ende 2013 moderierte er bei 1 Live an der Seite von Anja Backhaus. Seit Anfang 2014 moderiert Kühler beim BR-Jugendsender puls Radio-Sendungen, viele zusammen mit Matthias Kammel. 2014 hatte er mit Kammel auch einen Gastauftritt in der Sendung Verbotene Liebe, wo beide in der Folge Nackte Tatsachen Polizisten spielten. Seit 2016 moderiert er mit Kammel auch wieder auf 1 Live.
Außerdem spricht Kühler seit 2013 Nachrichten für das KiRaKa ein und bringt Schülern den redaktionellen Alltag einer Nachrichtenredaktion näher.